# Yannellys Román
Yannellys Linares (Calabozo, Venezuela, 12 de julio de 1997) es una futbolista profesional venezolana que juega como delantera. Actualmente juega para el Caracas FC de la Superliga femenina de Venezuela.

## Clubes
| Club                      | País      | Año           |
| ------------------------- | --------- | ------------- |
| Estudiantes de Guarico FC | Venezuela | 2013-2016     |
| Cañafistola FC            | Venezuela | 2016-2017     |
| Caracas FC                | Venezuela | 2017-presente |